# Huntersville (Wirginia Zachodnia)
Huntersville – jednostka osadnicza w Stanach Zjednoczonych, w stanie Wirginia Zachodnia, w hrabstwie Pocahontas.